# Aharon Efrat
Aharon Efrat (hebrejsky: אהרון אפרת, žil 20. březen 1911 – 16. května 1989) byl izraelský politik a poslanec Knesetu za strany Ma'arach, Mapam a opět Ma'arach.

## Biografie
Narodil se ve městě Luck v tehdejší Ruské říši (pak Polsko, dnes Ukrajina). Absolvoval náboženskou židovskou základní školu a polskojazyčnou střední školu. V roce 1936 přesídlil do dnešního Izraele.

## Politická dráha
V 16 letech se zapojil do sionistického hnutí ha-Šomer ha-Ca'ir. V letech 1933–1935 zasedal v jeho polském vedení, kde zodpovídal za židovskou emigraci, a od roku 1935 také zastával funkce v celosvětovém předsednictvu tohoto hnutí. V roce 1934 byl také členem vedení hnutí he-Chaluc v Polsku. Po přesídlení do dnešního Izraele v těchto aktivitách pokračoval. Roku 1944 byl tajemníkem ha-Šomer ha-Ca'ir a Socialistické ligy v Haifě. V letech 1954–1957 byl tajemníkem strany Mapam a od roku 1960 i tajemníkem jejího ústředního výboru. V letech 1964–1967 působil jako předseda odboru sociální péče odborové centrály Histadrut, v letech 1964–1974 také jako člen jejího koordinačního výboru. V letech 1972–1980 zastával post člena poradního výboru při izraelské centrální bance.
V izraelském parlamentu zasedl po volbách v roce 1973, do nichž šel za Ma'arach. Dočasně ale přešel do samostatného poslaneckého klubu strany Mapam, aby se pak opět vrátil do Ma'arach. Pracoval v parlamentním výboru pro státní kontrolu a výboru finančním. Ve volbách v roce 1977 nebyl zvolen.